# Leipäsaari (ö i Norra Savolax, Varkaus, lat 62,57, long 28,16)
Leipäsaari är en ö i Finland. Den ligger i sjön Suvasvesi och i kommunen Leppävirta i den ekonomiska regionen  Varkaus ekonomiska region  och landskapet Norra Savolax, i den centrala delen av landet, 300 km nordost om huvudstaden Helsingfors. Öns area är 2,5 hektar och dess största längd är 280 meter i sydöst-nordvästlig riktning.